# 日印
日印（にちいん）は、法華宗・日蓮宗の僧。北陸道の越後国寺泊（現在の新潟県長岡市）にて生誕。鎌倉殿中問答で知られる。

## 鎌倉殿中問答
日印の弟子、日静が記録したとされる鎌倉殿中問答記録（所収：『改定史籍集覧二七』）には、鎌倉幕府執権北条高時により日蓮の弟子の日朗に諸宗との問答対決の命を下され、高齢の日朗に代わった門下の日印が、文保2年（1318年）12月20日から翌元応元年（1319年）9月15日にかけて３回にわたり問答を交わして諸宗派をことごとく論破し、これにより題目宗の布教を鎌倉幕府が許可したとある。ただし吾妻鏡や鎌倉年代記などの史料にはこれについての記載はない。

## 法脈

### 師
日印が8歳の文永8年（1271年)、佐渡ヶ島（佐渡国、現在の新潟県佐渡市）へ流される途上で越後国寺泊に来ていた日蓮に会ったことがあるという。そこで日蓮に摩訶一丸の名を授けられた。摩訶一丸が後に僧となり、正しい仏法を求めて日本の諸国を巡った時、既に日蓮は他界したと知った。そのため、日印は日蓮の弟子で六老僧の一人である日朗に師事した。そこで法華経の教えを極め、学識を得た。

### 弟子
- 日静 — 日印の問答を鎌倉殿中問答の題で執筆した。父は上杉頼重（藤原北家系で室町時代に関東管領などの大名を出す上杉氏2代目）で、母は足利氏の娘である。日静の弟子が日陣（法華宗陣門流の門祖）と日伝（日蓮宗六条門流）であり、ふたつの門流で日印の法脈は現在へ流れる。
- 日順 — 本法寺（富山県富山市）を開く。

## 霊廟
- 法久山妙蓮寺（新潟県新潟市秋葉区）所在。

## 参考資料
- 桐沢契要『日印聖人御事蹟』正法社（1913年）
- 『大経阿闍梨日輪聖人』池上本門寺霊宝殿（2008年）